# Madagascar (datorspel)
Madagaskar är ett action-adventure-datorspel från 2005 baserat på den animerade filmen med samma namn.

## Svenska röster
- Fredrik Dolk - lejonet Alex, diverse röster
- Thomas Engelbrektson - zebran Marty
- Martin Lundberg - giraffen Melman
- Lena Ericsson - flodhästen Gloria, diverse röster
- Mikael Roupé - Skepparn/pingvinledaren, diverse röster
- Håkan Mohede - kung Julien, Basse, Rico, diverse röster
- Clas Göran Söllgård - Maurice, Kowalski, diverse röster
- Dan Bratt - Mort, diverse röster
- Kenneth Milldoff - diverse röster